# Apografeu

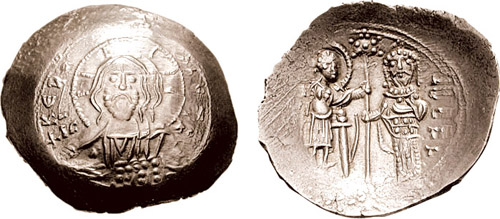
Histameno de r.

Apografeu (em grego: ἀπογραφεύς; romaniz.: Ápographeús) foi um oficial fiscal dos últimos séculos do Império Bizantino. Aparece no período Comneno, quer sob Aleixo I Comneno (r. 1018–1118) ou em algum momento pelo terceiro quartel do século XII, talvez como o substituto do anagrafeu. Ele continuou a existir até o fim do império no século XV.
Era responsável pelo levantamento cadastral de terras (apógrafe) que seria a base para o imposto devido por particulares, bem como a redivisão de terras (merismo) e a avaliação das subvenções imperiais de receita (posóta) de uma propriedade a pronoários ou estabelecimentos como mosteiros e outras fundações pias. O cargo era frequentemente ocupado pelo governador (duque, céfalo) da província.